# Abílio Rafael Barbosa de Sousa
Abílio Rafael Barbosa de Sousa (* 25. června 1988, Cete, Portugalsko) známý jako Rafa je portugalský fotbalový záložník, momentálně hráč portugalského klubu FC Penafiel.

## Klubová kariéra
V Portugalsku začal profesionální kariéru v klubu FC Penafiel. Sezonu 2013/14 strávil v klubu CD Nacional.

## Reprezentační kariéra
Hrál za Portugalsko U21.